# Eurypyle (Amazone)
Eurypyle (altgriechisch Εὐρυπύλη Eurypýlē) ist in der griechischen Mythologie eine Königin der Amazonen.
Sie soll laut einem Fragment des antiken Geschichtsschreibers Arrian (möglicherweise aus dessen Werk Bithynika), das Eustathios von Thessalonike in seinem Dionysios-Periegetes-Kommentar zitiert, eine Expedition der Amazonen gegen die Assyrer angeführt haben.

## Rezeption in der Kunst
Judy Chicago widmete Eurypyle eine Inschrift in ihrer Installation The Dinner Party.